# Mäusetunnel

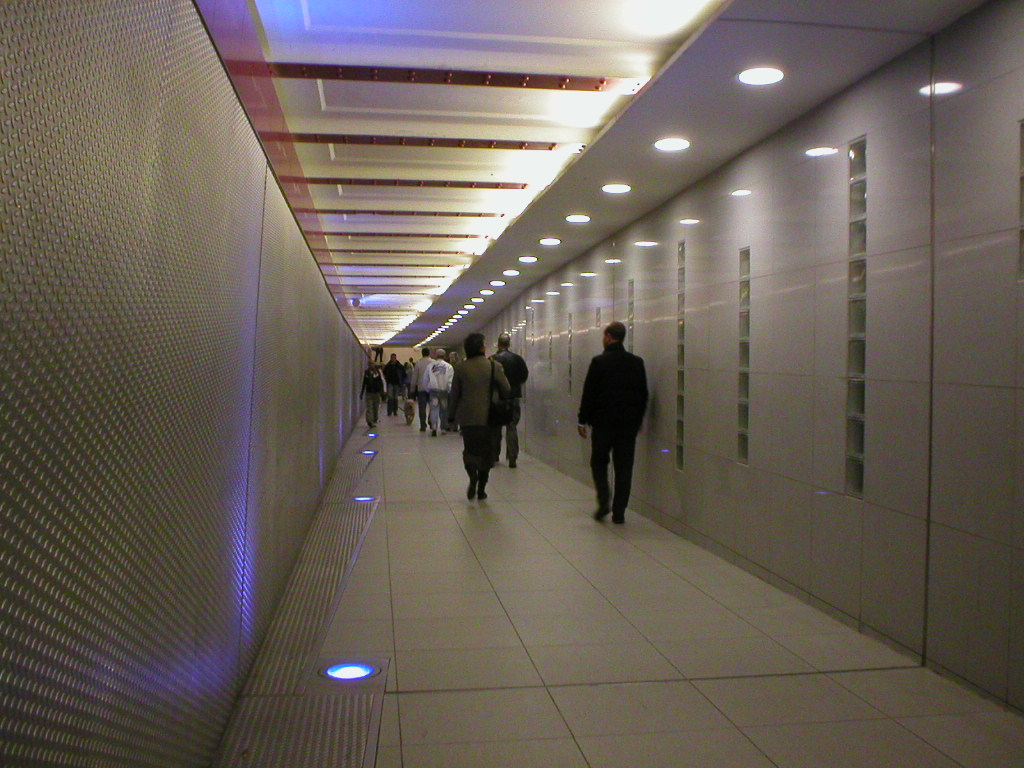
Der Mäusetunnel

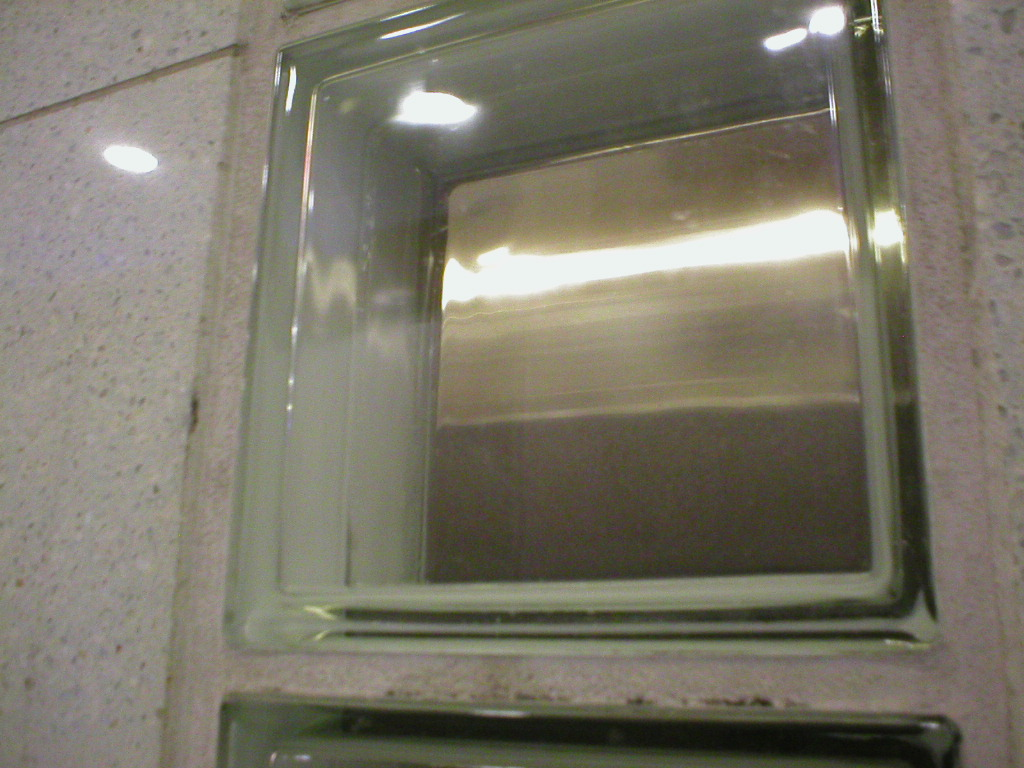
Als Gestaltungsmerkmal wurden kleine Fenster zum U-Bahn-Tunnel der U6 gewählt

Der 160 Meter lange Verbindungstunnel für Fußgänger zwischen den Bahnsteigen der U-Bahn-Linien U2 und U6 des Turmbahnhofes Stadtmitte im Berliner U-Bahn-Netz wird von den Berlinern scherzhaft Mäusetunnel genannt.
Zwischen 1961 und dem 1. Juli 1990 war der Tunnel gesperrt, da die jetzige Linie U2 auf diesem Abschnitt nur in Ost-Berlin fuhr, während die U6 zwar durch Ost-Berlin fuhr, aber ausschließlich in West-Berlin für Zu- und Ausstiege genutzt werden konnte. Der Bahnhofsteil für die U6 wurde damit zur reinen Durchfahrstation, zu einem sogenannten Geisterbahnhof. Auf der östlichen Seite wurde die Linie U6 für Ostberliner unkenntlich gemacht: Die Eingänge waren nicht mehr als U-Bahn-Eingänge erkennbar (fehlendes „U“), die Treppenverbindung zwischen dem Bahnsteig der Linie U2 und dem Verbindungstunnel wurde zubetoniert. Selbst in Ostberliner Stadtplänen wurde die Linie U6 nicht mehr verzeichnet. Der Tunnel wurde als Lagerraum genutzt. Noch Jahre nach Öffnung des Tunnels waren die Abdrücke der Behältnisse im Asphaltboden zu erkennen.
Der Tunnel wurde 1999 zusammen mit dem Bahnsteig der U6 binnen 16 Wochen umfangreich saniert, die Kosten betrugen etwa 1,8 Millionen D-Mark (ca. 0,9 Mio. Euro). Unter anderem wurden Wände und Fußboden mit Edelstahl- und Sandsteinplatten verkleidet, die Treppen erneuert sowie neue Leuchten installiert. Den Entwurf für die künstlerische Gestaltung lieferte das in Berlin ansässige Planungsbüro ArchitektenSocietät. Die Fahrgäste können beim Passieren des Tunnels durch Glassteine in den Tunnelwänden die vorbeifahrenden Bahnen der U6 sehen.
Das Treppenpodest am Aufgang zum Bahnsteig der U2 wird häufig von Straßenmusikanten für Auftritte genutzt.